# Distrito electoral de Mid Dorset and North Poole

Ubicación de Mid Dorset and North Poole dentro de Dorset.

Mid Dorset and North Poole es un distrito electoral representado en la Cámara de los Comunes del Parlamento del Reino Unido. Se ubica en el condado de Dorset y fue creado en el año 1997.
Actualmente (año 2008), Annette Brooke (Partido Liberal Demócrata) es Miembro del Parlamento por esta circunscripción electoral.

## Límites
Su parte oriental cubre el norte de Poole, mientras que la porción occidental se adentra en el Dorset rural. En los cambios de límites efectuados últimamente, la localidad de Wimborne Minster —anteriormente perteneciente al distrito electoral de North Dorset— se convirtió en parte de esta circunscripción. Durante un breve período, se comentó que la misma sería rebautizada bajo el nombre de Wimborne and Wareham, reconociendo que ahora Wimborne era la localidad más grande del distrito electoral.

## Miembros del Parlamento
- 1997 — 2001: Christopher Fraser (Partido Conservador)
- 2001 — presente: Annette Brooke (Partido Liberal Demócrata)

- Datos: Q1053572